# Un amor violento
«Un amor violento» es una canción del grupo musical chileno Los Tres, publicada en su álbum homónimo Los Tres de 1991, y fue una de las primeras que llevó a la banda a la fama y el reconocimiento. Tiene la sonoridad característica de un bolero, y ciertos acordes rock que complementan la fusión, sienda esta canción un buen ejemplo de lo que se conoce como alterlatino o latin alternative.
Esta canción ha sido considerada como una de las canciones más populares de la música chilena de la década de los 90, tanto así, que con el tiempo se convirtió en un «himno romántico» casi obligatorio. 
Aunque el mismo Henríquez en más de una ocasión, en conciertos en vivo, ha dicho que la canción es sobre es la relación que se establece entre un torturador y su torturado;"Nunca mas podre dormir, nunca más podré soñar con nadie más que no seas tú". 

## Video musical
La canción cuenta con un videoclip dirigido por Germán Bobe, creador audiovisual fundamental en los videoclips post dictadura. en el clip se muestra a Álvaro Henríquez y Ángel Parra acompañados de mujeres de avanzada edad, con vestidos extravagantes. Las imágenes están compuestas fundamentalente por trucos computacionales de ambientación.

## Versiones
Esta canción tiene una versión interpretada por Gepe, registrada en su álbum Folclor imaginario, lanzado el 14 de septiembre de 2018, por el sello Quemasucabeza.
También hay una versión interpretada por el grupo mexicano Café Tacvba, en su EP Vale Callampa.
- Datos: Q6155449